# V849 Ophiuchi
Étoile
V849 Ophiuchi (ou Nova Ophiuchi 1919) était une nova qui survint en 1919 dans la constellation d'Ophiuchus. Elle atteignit une magnitude minimale (correspondant à une luminosité maximale) de 7,4.
La Nova Ophiuchi a été découverte par Michel Luizet, astronome-adjoint à l’Observatoire de Lyon (Saint Genis-Laval) le 8 juin 1918).
Elle aurait été observée, à peu près au même moment, par l’américain W. Fleming.

## Coordonnées
- Ascension droite : 18h 14m 07,17s
- Déclinaison : +11° 36′ 42.7″